# María Elena Álvarez-Buylla
María Elena Álvarez-Buylla (Cidade do México, 11 de fevereiro de 1959) é uma cientista mexicana especializada em ecologia evolutiva. Também é reconhecida por seu compromisso com a defesa de variedades nativas de milho e pela investigação científica sobre os efeitos de transgênicos. Desde 2001, faz parte do nível III do Sistema Nacional de Pesquisadores do Conselho Nacional de Ciência e Tecnologia do México. Atualmente faz parte da União de Cientistas Comprometidos com a Sociedade e é chefe do Departamento de Ecologia Funcional no Instituto de Ecologia da Universidade Nacional Autônoma do México. Ela também atua em movimentos feministas e defende uma maior participação das mulheres na ciência.

## Prêmios
- Prêmio Nacional de Ciências e Artes 2017 na categoria de Ciências Físico-Matemáticas e Naturais, outorgado pelo Governo da República do México.[6][7]
- Prêmio Nacional de Investigação da Academia Mexicana de Ciências, em 1999, na categoria de Ciências Naturais, outorgado pela Academia Mexicana de Ciências.